# Bullis elioti
Bullis elioti är en fjärilsart som beskrevs av Corbet 1940. Bullis elioti ingår i släktet Bullis och familjen juvelvingar. Inga underarter finns listade i Catalogue of Life.